# Naupactini

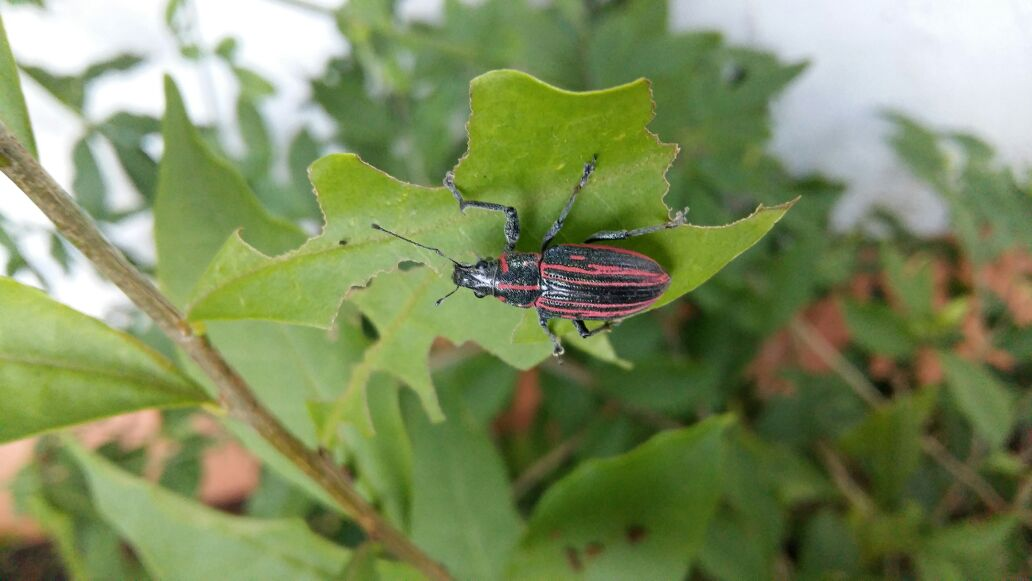
Naupactus rivulosos alimentándose de hojas de citrus.

Naupactini es una tribu de insectos coleópteros curculiónidos pertenecientes a la subfamilia Entiminae.
Miden entre  3.5 a 35 mm de longitud, son de coloración variada, algunos con escamas iridescentes. Son primariamente distribución neotropical.
Algunas especies son plagas de la agricultura y son de importancia fitosanitaria. Se usan controles biológicos.

## Géneros
- Acyphus – Alceis – Amitrus – Amphideritus – Aptolemus – Aramigus – Artipus – Asymmathetes – Asynonychus – Atrichonotus – Brachystylodes – Briarius – Chamaelops – Corecaulus – Curiades – Cyphoides – Cyphopsis – Cyrtomon – Enoplopactus – Ericydeus – Eurymetopus – Exophthalmida – Fascaevinus – Galapaganas – Glaphyrometopus – Hadropus – Hoplopactus – Ischnomias – Lamprocyphopsis – Lanterius – Leschenius – Litostylodes – Litostylus – Macrostylus – Megalostylodes – Megalostylus – Melanocyphus – Mendozella – Mesagroicus – Mimographus – Mionarthrus – Moropactus – Myociphus – Naupactus – Neoericydeus – Obrieniolus – Pactorrhinus – Pantomorus – Parapantomorus – Parasynonychus – Parexophthalmus – Phacepholis – Platyomus – Plectrophoroides – Priocyphopsis – Priocyphus – Protonaupactus – Rhynchuchus – Saurops – Squamodontus – Stenocyphus – Teratopactus – Tetragonomus – Thoracocyphus – Trichaptus – Trichocyphus – Trichonaupactus – Wagneriella – ?†Arostropsis